# Annunciazione delle Murate
L'Annunciazione delle Murate è un'opera tempera su tavola (203x186 cm) di Filippo Lippi, databile al 1450 circa e conservata nell'Alte Pinakothek di Monaco.

## Descrizione e stile
L'opera, già nel monastero delle Murate a Firenze, si svolge in una complessa quinta architettonica, tripartita dai tre archi sullo sfondo che si riallacciano alla tradizione medievale dei trittici. In primo piano si trova la Vergine, esile e longilinea, che si è alzata dallo scranno ligneo dove leggeva le Sacre Scritture per l'arrivo dell'Angelo, inginocchiato davanti a lei sul pavimento. Le due figure non si guardano e sembrano intonarsi a un reciproco rapporto di silenzio e rispetto, con la sottomissione di Maria, che china la testa e mette una mano sul petto, alla volontà del Signore, raffigurato nell'angolo in alto a sinistra mentre trasmette il suo messaggio tramite la discesa della colomba dello Spirito Santo. D'altro canto l'Angelo sembra sottomettersi a sua volta a Maria con gesti analoghi.
Numerosi sono i dettagli descrittivi che trovano spazio nel rigore sintetico rinascimentale, spesso celanti allusioni a temi teologici, come il vaso trasparente, simbolo della purezza "cristallina" di Maria, il giglio, simbolo di verginità, come lo è anche il giardino o hortus conclusus. L'insistenza su questo tema, il senso di chiuso e circoscritto dell'architettura sono certamente da mettere in relazione con la destinazione originaria del dipinto, cioè un monastero di clausura.
Il giardino si trova oltre una balaustra con specchiature marmoree all'antica. La composizione dello sfondo è disciplinata da una rigida prospettiva lineare, dalla simmetria e da uno scorcio grandangolare ripreso dalla pittura fiamminga. Al centro esatto si trova una colonna, sulla quale sembra posata la colomba, esattamente a metà strada tra Dio e la Vergine. Molti sono i richiami all'architettura classica, dagli archi a tutto sesto, alla nicchia con timpano in fondo al giardino. Le pareti ai lati sono più semplici, in modo da sottolineare la costruzione prospettica e la fuga in profondità.
A sinistra un'ancella sta scendendo degli scalini per accorrere verso Maria, portando anch'essa un giglio bianco in mano, come l'Angelo.
Le figure sono costruite con una linea mossa e ondulata, che al contempo dà risalto e plasticità, con un leggero chiaroscuro che sottolinea l'illuminazione chiara e diafana.